# XXVIII Cumbre Iberoamericana
La XXVIII Cumbre Iberoamericana de Jefes de Estado y de Gobierno se realizó el 24 y 25 de marzo de 2023 en República Dominicana, La sede fue definida durante la XXVII Cumbre Iberoamericana de Andorra.

## Líderes asistentes

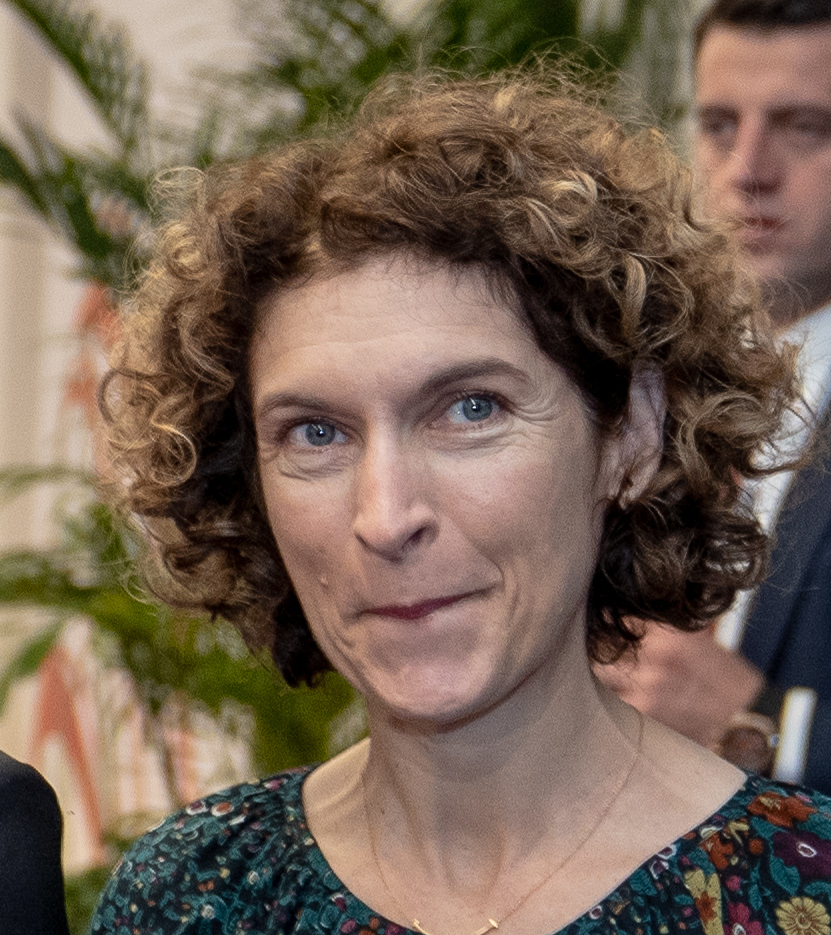
Andorra Maria Ubach Font, Ministra de Asuntos Exteriores
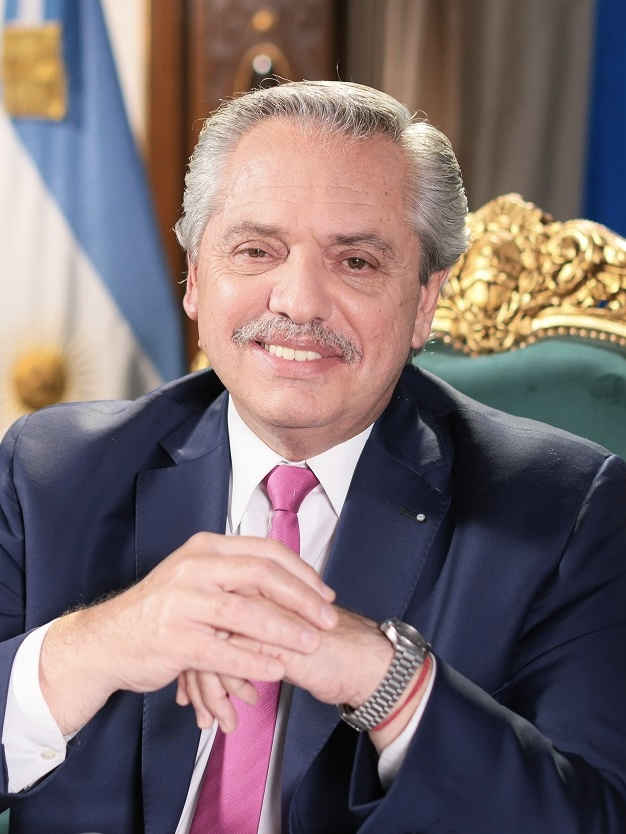
Argentina Alberto Fernández, Presidente
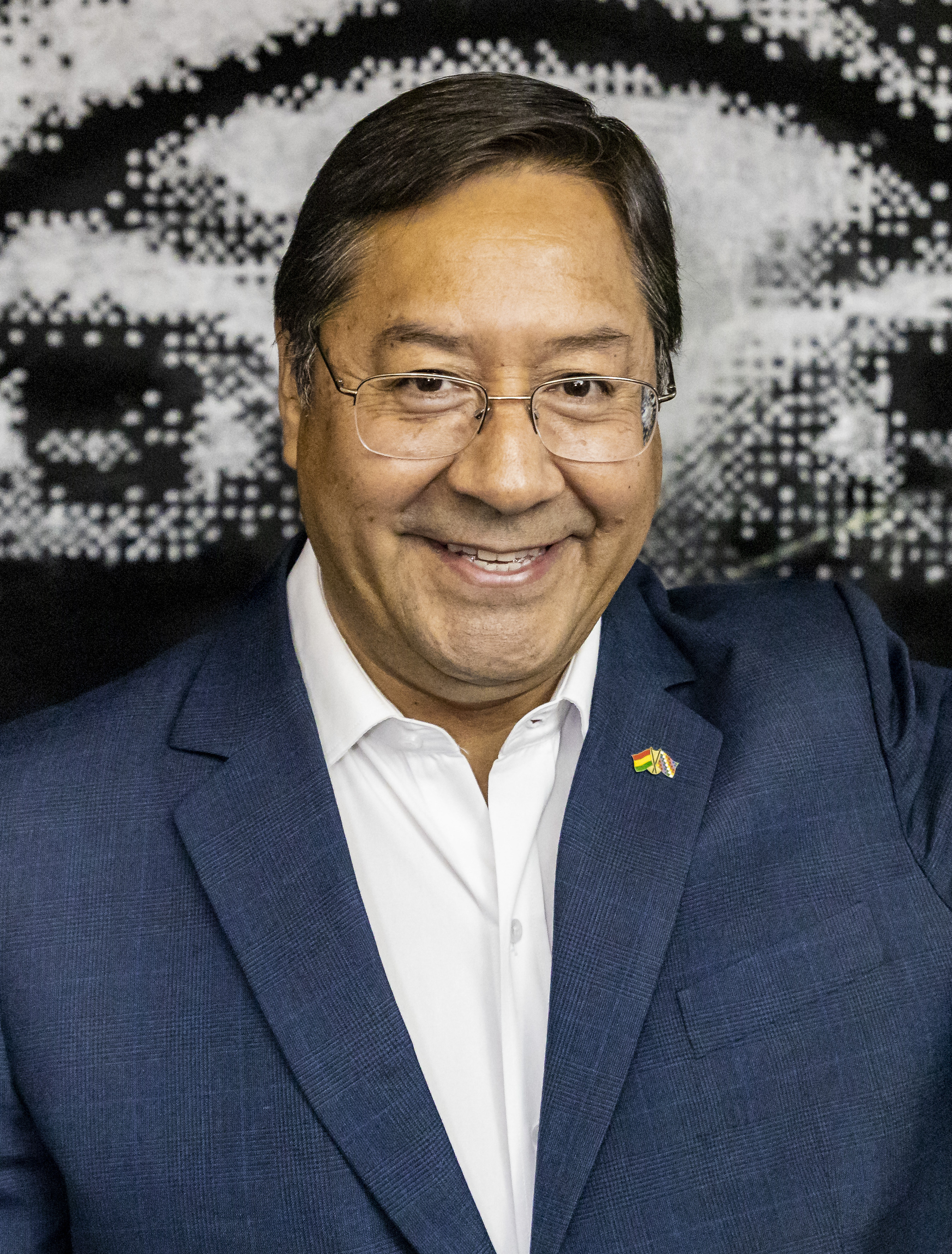
Bolivia Luis Arce, Presidente
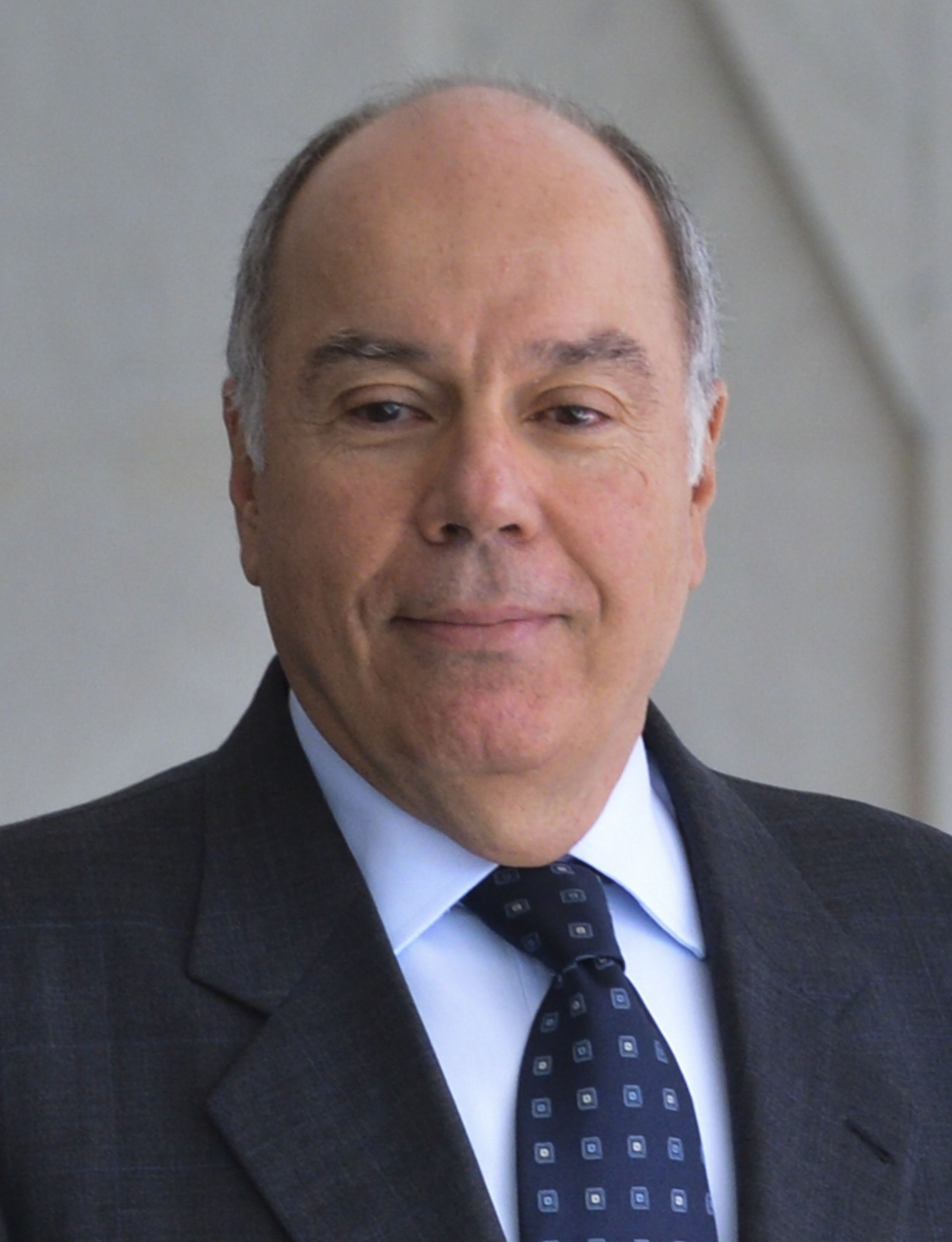
Brasil Mauro Vieira, Ministro de Relaciones Exteriores
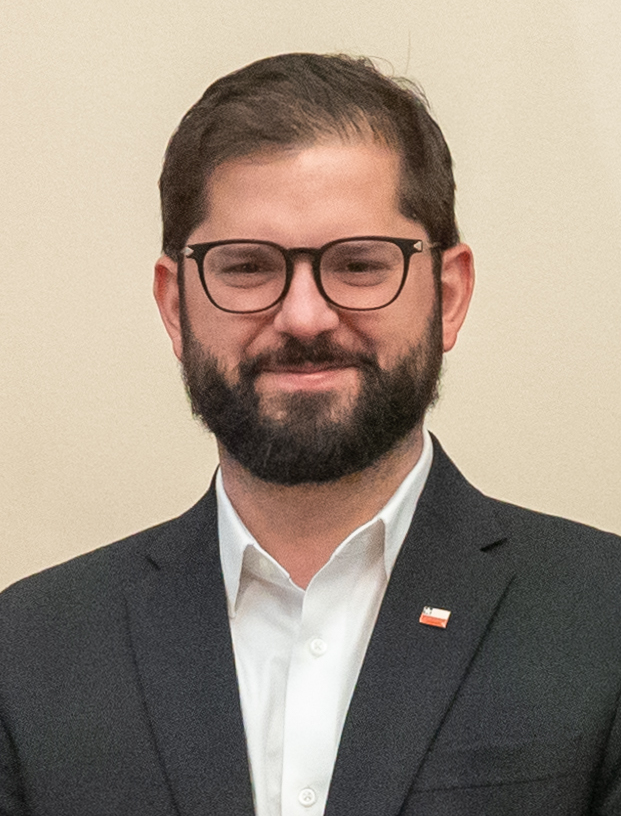
Chile Gabriel Boric Font, Presidente
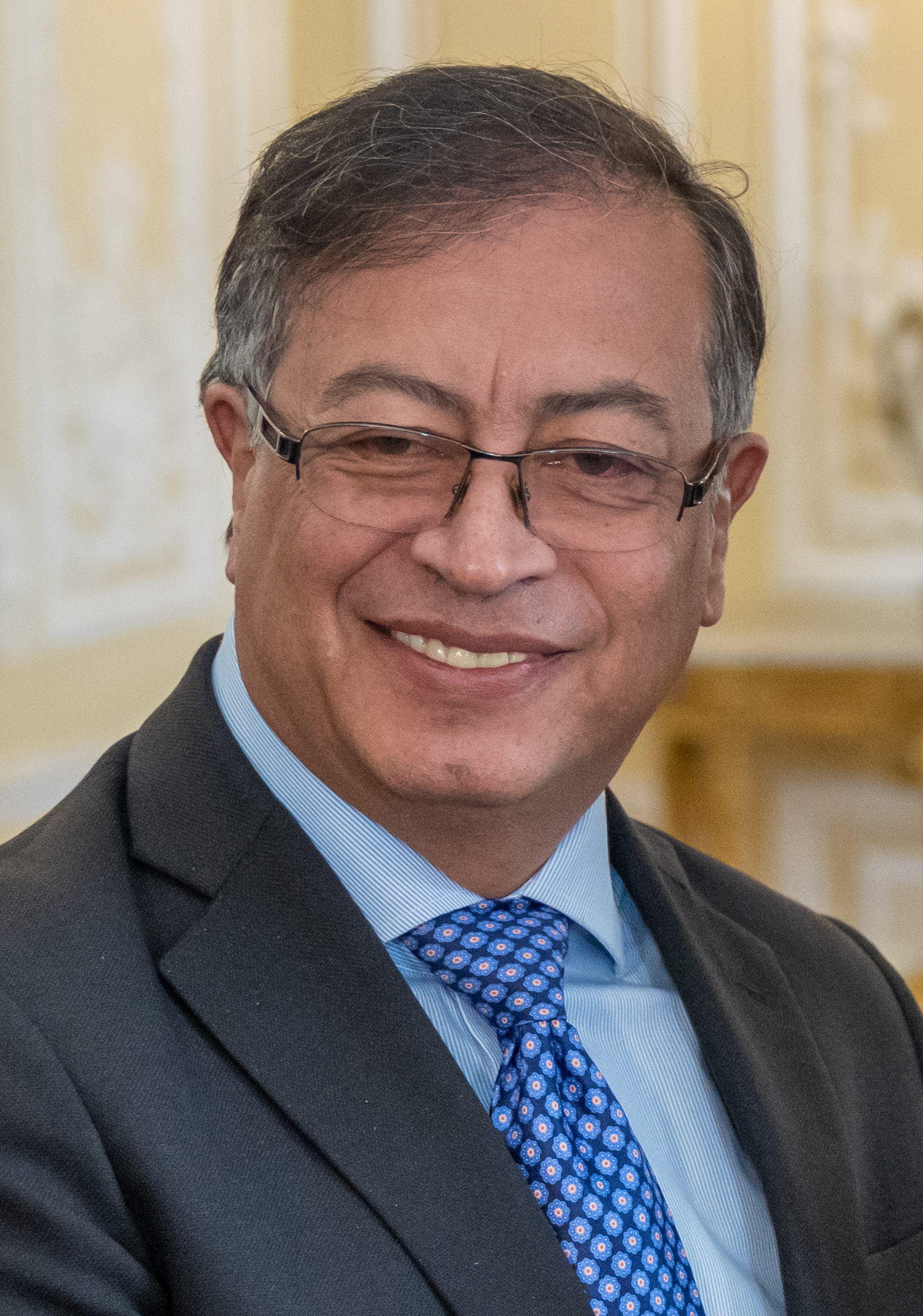
Colombia Gustavo Petro, Presidente
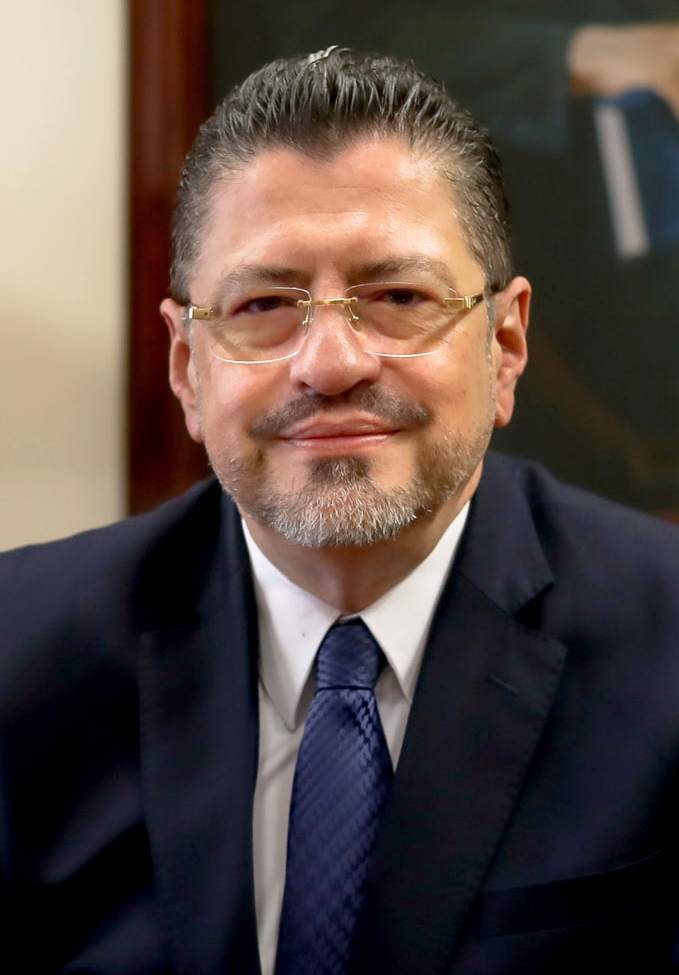
Costa Rica Rodrigo Chaves, Presidente
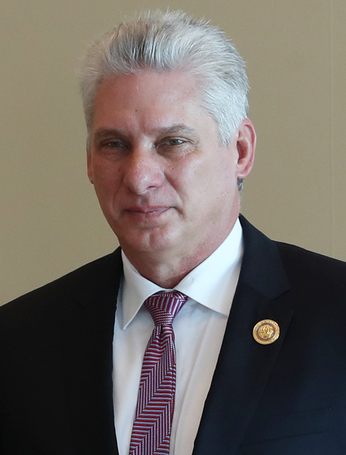
Cuba Miguel Díaz-Canel, Presidente
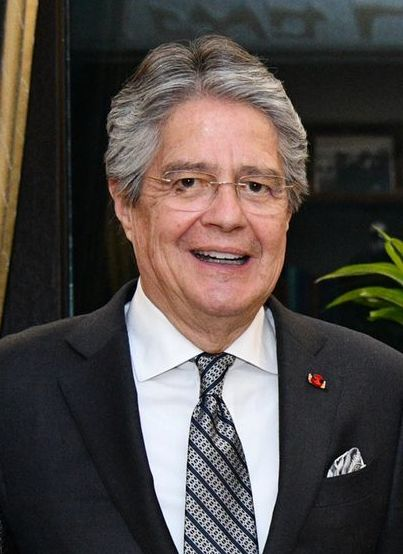
Ecuador Guillermo Lasso, Presidente
El Salvador Félix Ulloa, Vicepresidente
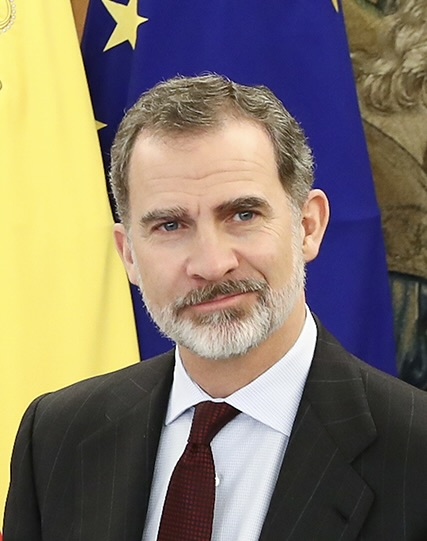
España Felipe VI, Rey
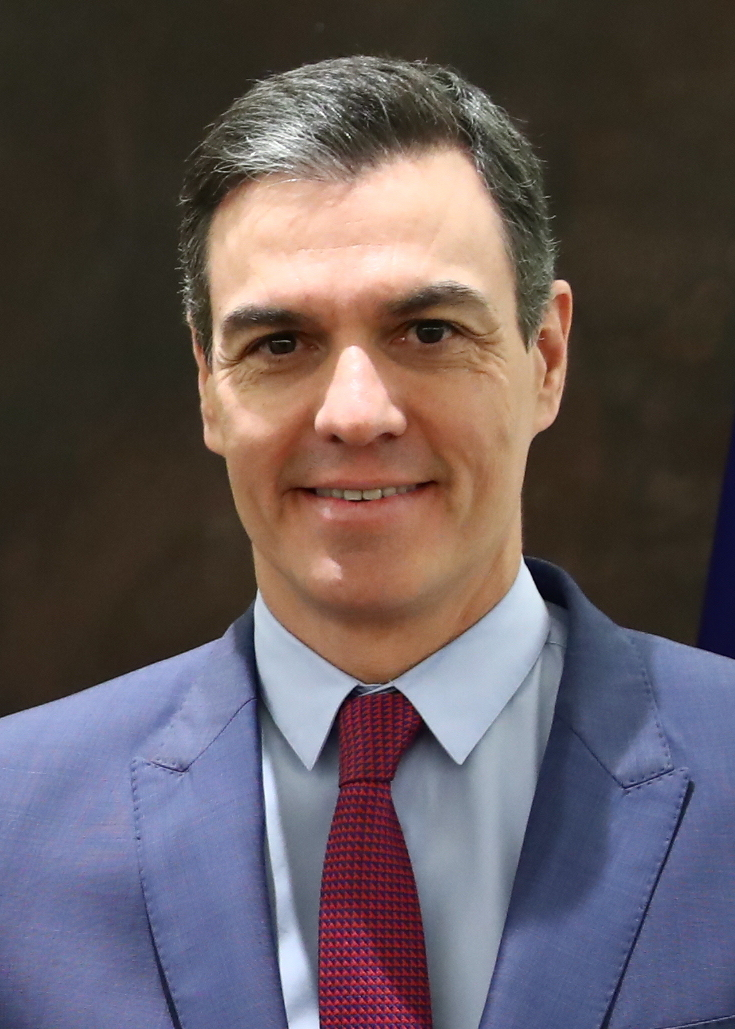
España Pedro Sánchez, Presidente del Gobierno
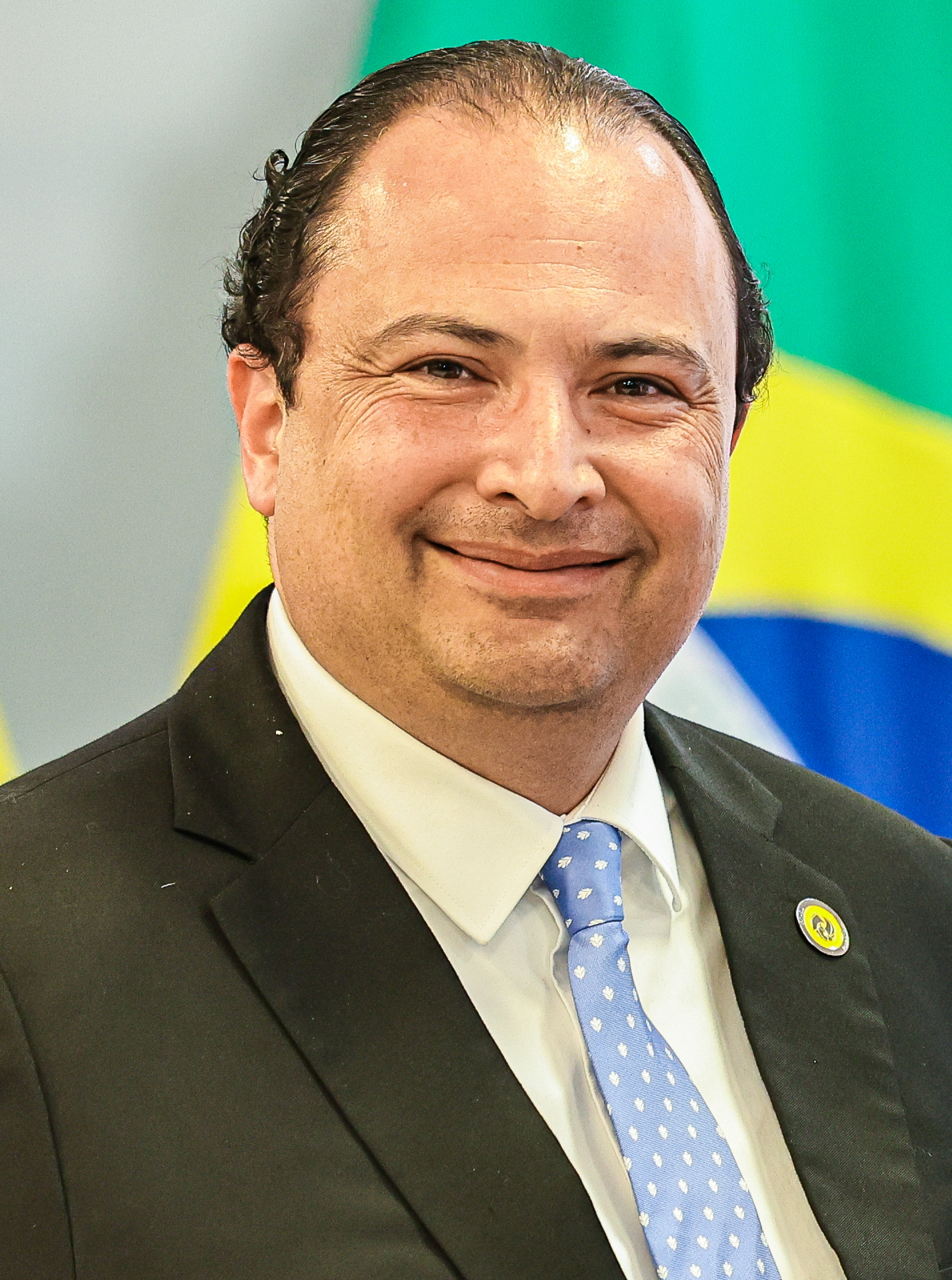
Guatemala Mario Búcaro, Ministro de Relaciones Exteriores
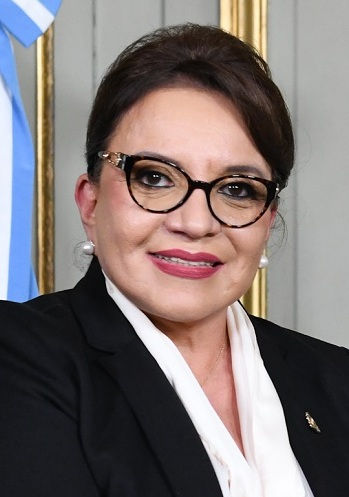
Honduras Xiomara Castro, Presidenta
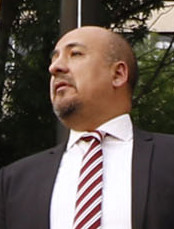
México Maximiliano Reyes, subsecretario para América Latina y el Caribe
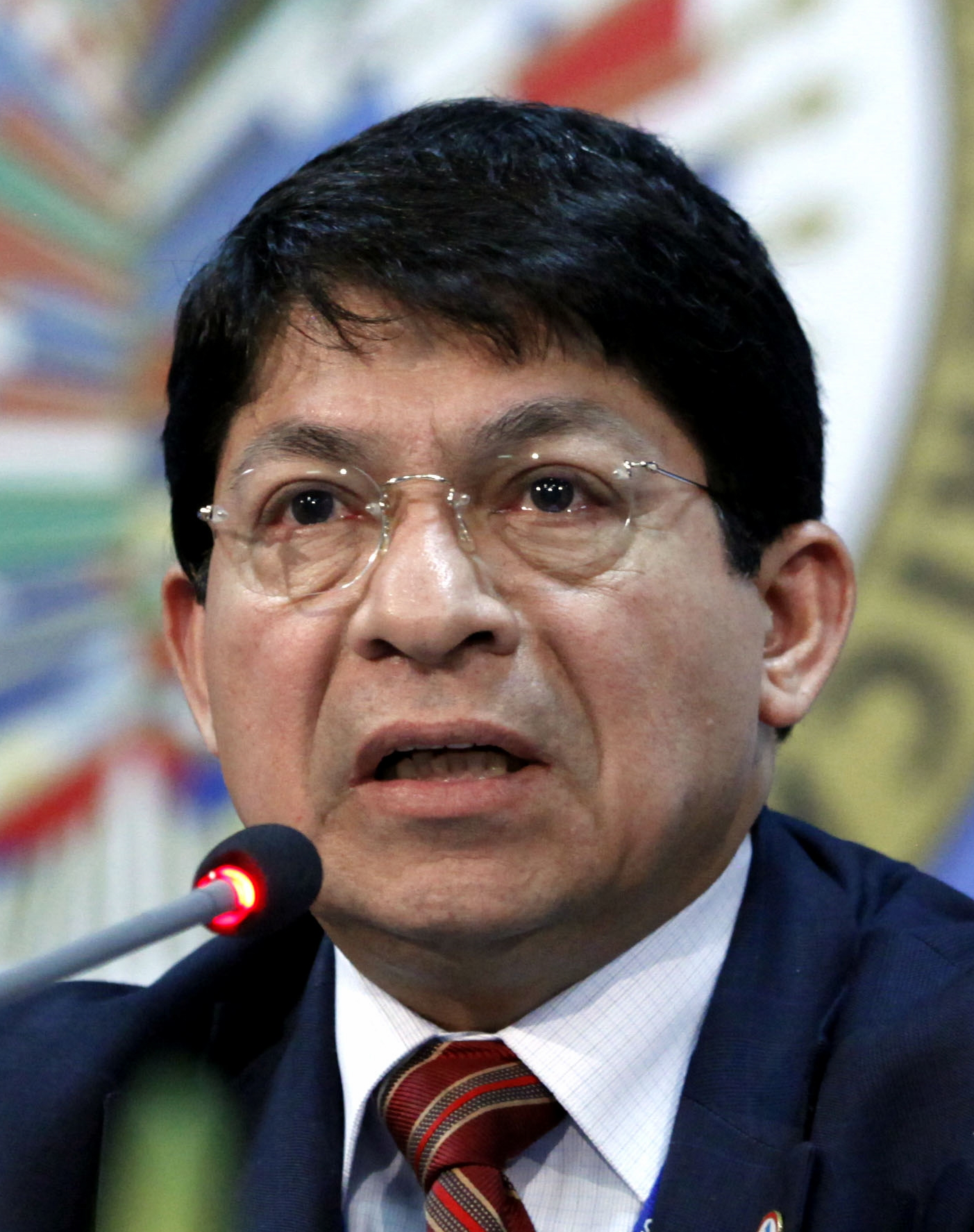
Nicaragua Denis Moncada, Ministro de Relaciones Exteriores
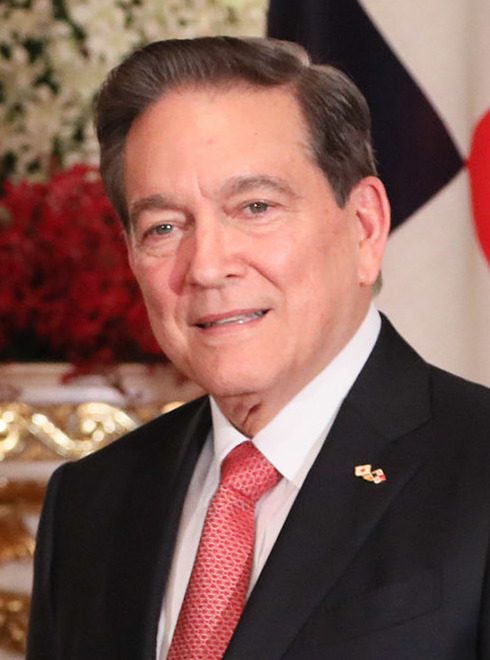
Panamá Laurentino Cortizo, Presidente
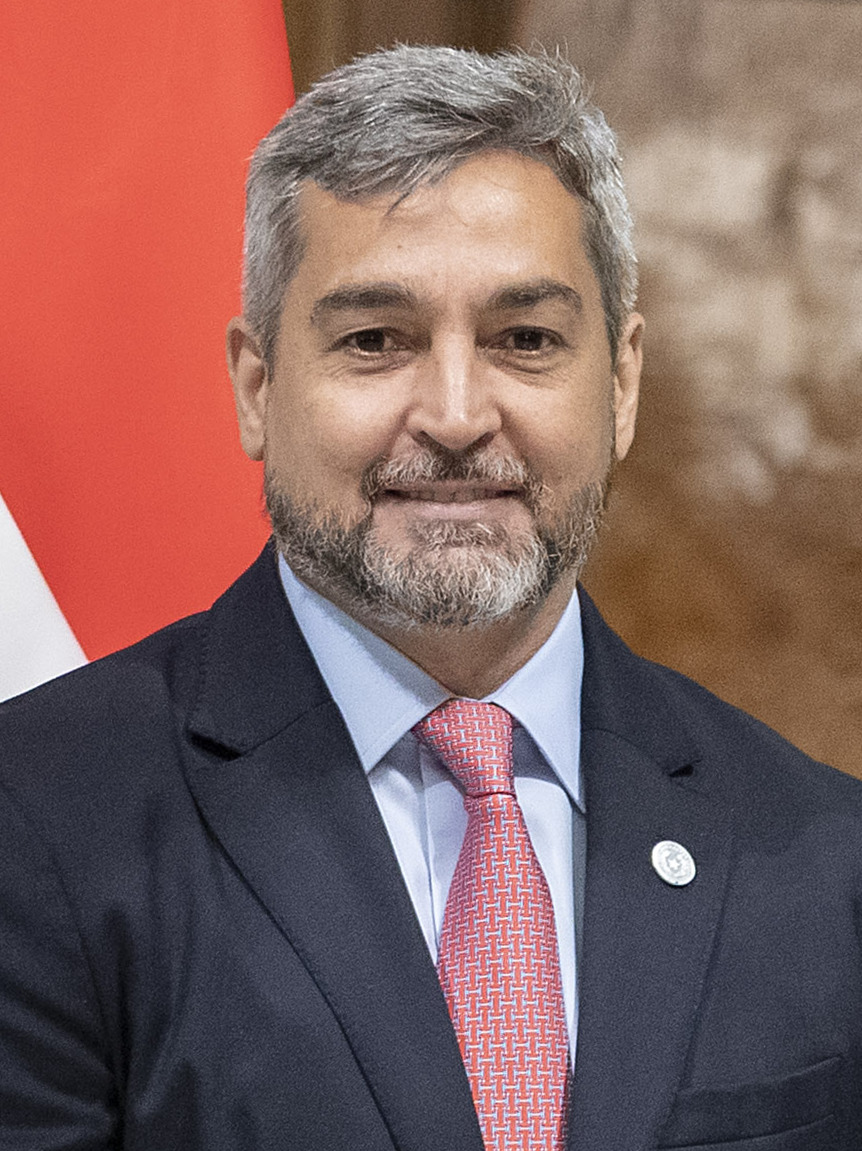
Paraguay Mario Abdo Benítez, Presidente
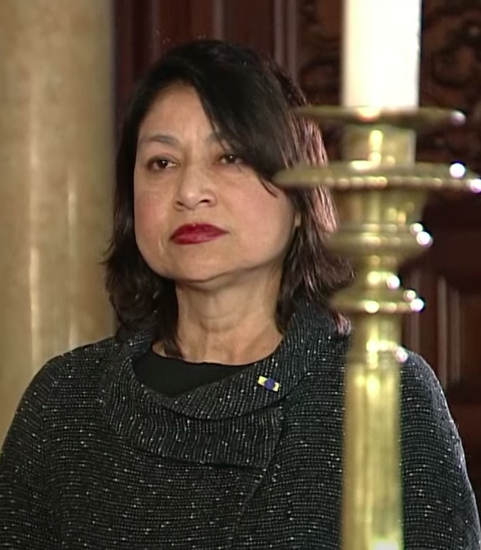
Perú Ana Gervasi, Ministra de Relaciones Exteriores
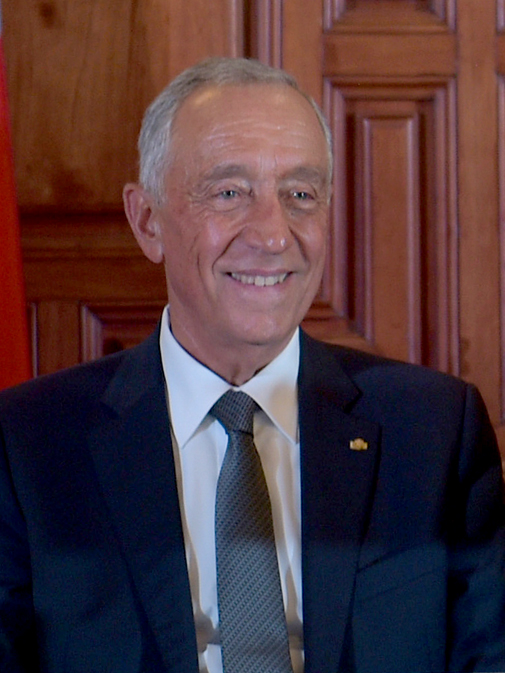
Portugal Marcelo Rebelo de Sousa, Presidente
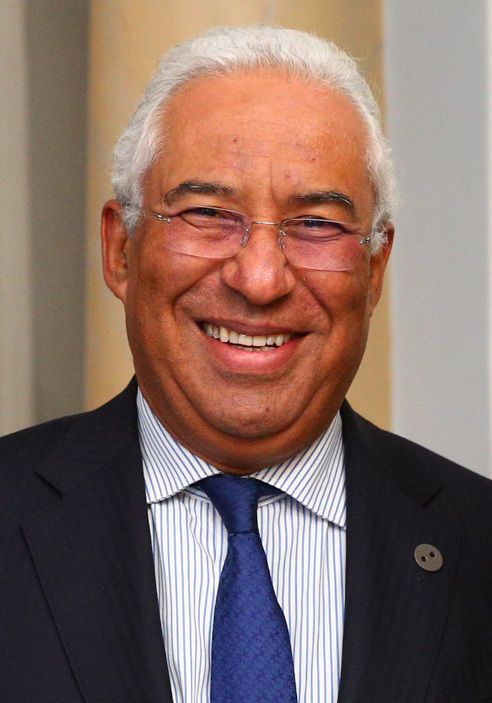
Portugal António Costa, Primer Ministro
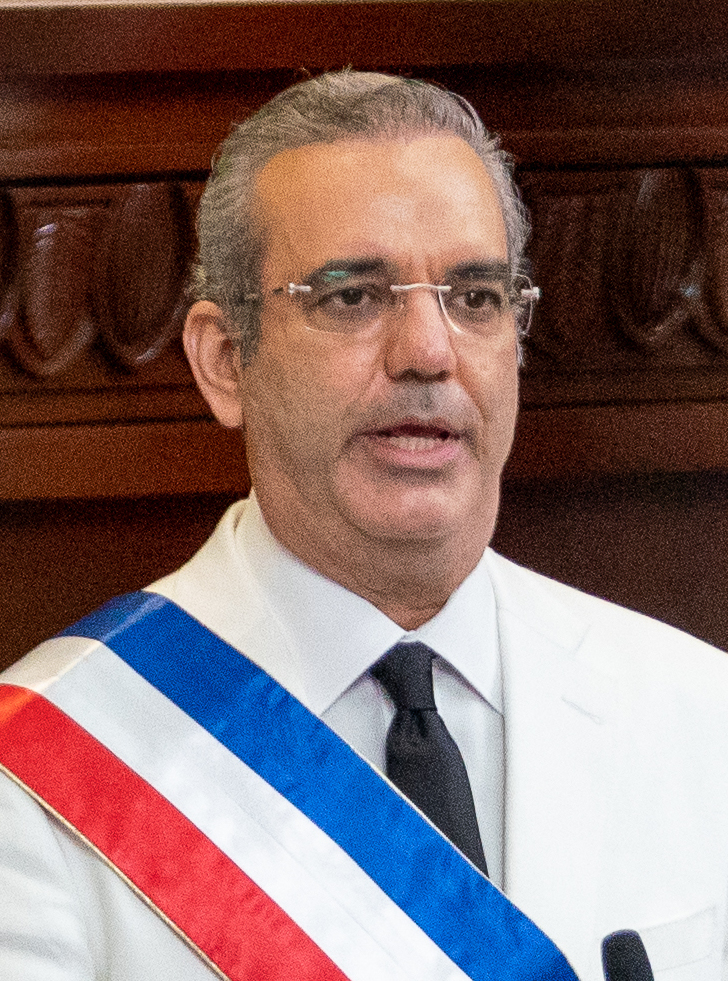
República Dominicana Luis Abinader, Presidente (anfitrión)
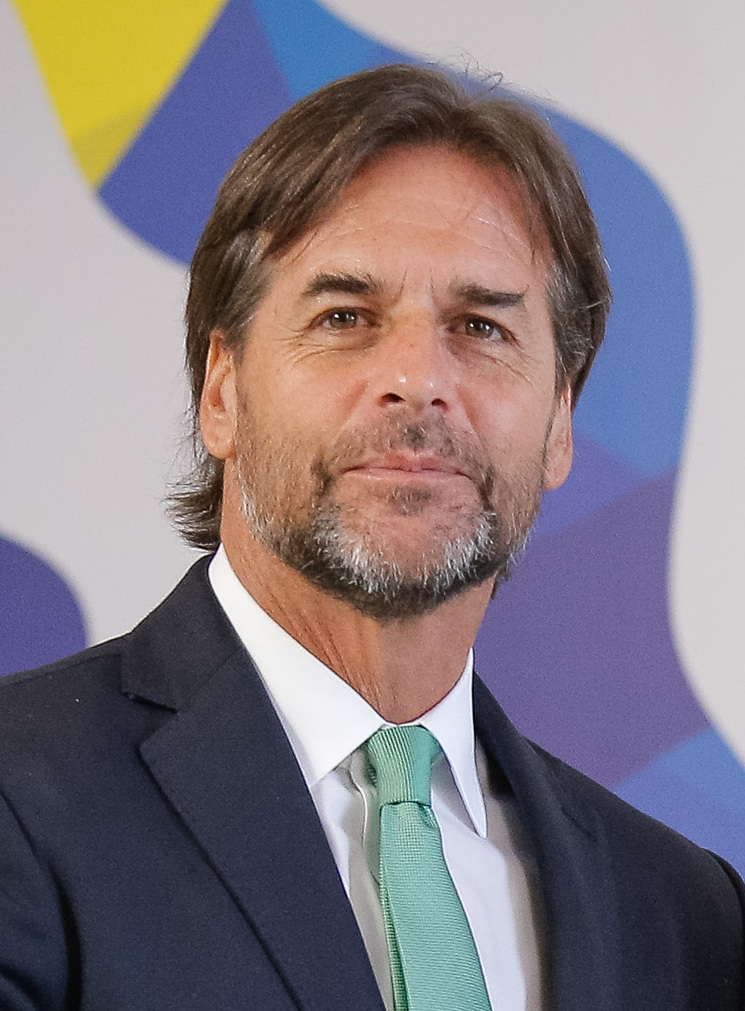
Uruguay Luis Lacalle Pou, Presidente
Venezuela Yván Gil, Ministro de Relaciones Exteriores